# Luis Seco de Lucena Paredes
Luis Seco de Lucena y Paredes (2 de junio de 1901-21 de marzo de 1974) fue un arabista español, catedrático de Lengua Árabe en la Universidad de Granada, ciudad a la que dedicó buena parte de sus investigaciones, en su periodo nazarí. Era hijo de Luis Seco de Lucena Escalada.
Fundó y dirigió la revista Miscelánea de Estudios Árabes y Hebraicos, además de ser autor de obras como Los Hammùdìes, señores de Málaga y Algeciras (1955), Los abencejarres, leyenda e historia (1960), Orígenes del orientalismo literario (1963),  Topónimos árabes identificados (1974) y La Granada nazarí del siglo XV (1975), entre otras.